# Intel 8008

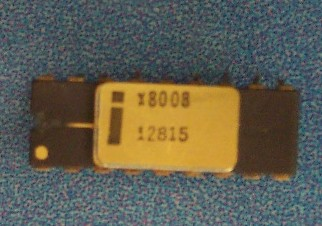
Intel 8008

Intel 8008為世界上第一款八位元處理器。由Intel從1972年中到1983年推出，共有兩種速度，0.5 Mhz以及0.8 Mhz，雖然比4004的工作時脈慢，不過因為是八位元處理器（比起4004的四位元），整體效能要比4004好上許多。8008可以支援到16KB的記憶體。C8008是比較珍貴的紫色陶瓷鍍金接腳版本，D8008則是後期出的量產版。